# Parnara ganga
Parnara ganga, thường được biết đến với tên the Continental Swift, là một loài bướm thuộc họ Bướm nhảy. Nó được tìm thấy ở south-east Asia, bao gồm Việt Nam.